# Bottega Veneta
Bottega Veneta (произношение [botˈteːɡa ˈvɛːneta]; «Ботте́га Ве́нета») — итальянский модный бренд по дизайну и производству одежды и предметов роскоши, основанный в 1966 году в Виченце (Венеция). Ателье расположено на вилле XVIII века в Монтебелло-Вичентино. Штаб-квартира находится в Лугано (Швейцария), с офисами в Милане и Виченце. В 2001 году бренд был куплен Gucci Group, и теперь входит в состав французского конгломерата Kering. В сентябре 2016 года было объявлено, что Клаус-Дитрих Лар станет генеральным директором, заменив Карло Беретту.

## История
Бренд Bottega Veneta был основан в 1966 году в Виченце, Италия предпринимателями Мишель Таддеи и Ренцо Дзенгьяро. Мишель Таддеи тогда был женат на Лауре Брэггион, которая развивала компанию вместе с ним. Много лет спустя, после ухода Мишель Таддеи, Витторио и Лаура взяли на себя управление брендом.
Бренд был основан для производства изделий из кожи. Компания разработала отличительный дизайн кожаного переплетения, названный intrecciato, который использовался на внешней стороне многих её продуктов и стал широко ассоциироваться с брендом Bottega Veneta. Intrecciato стал отправной точкой для эволюции Bottega Veneta и продолжает оставаться одним из самых узнаваемых элементов бренда.
К началу 1980-х годов Bottega Veneta стал фаворитом таких особ как Жаклин Кеннеди и императрицы Фарах Пехлеви. Энди Уорхол снял короткометражный фильм для компании в 1980 году. В 1990-х годах Зенгиаро и Таддей ушли из компании.
В 1980-х годах состояние Bottega Veneta начало снижаться. Компания изменила свой имидж и начала наносить логотип BV на свою продукцию. В феврале 2001 года бренд был приобретен Gucci Group за 156 миллионов долларов. Том Форд, в то время креативный директор Gucci Group, нанял Томаса Майера, который ранее работал в Sonia Rykiel и Hermès, в качестве креативного директора Bottega Veneta в июне того же года.
Получив бренд в полное распоряжение, Томас Майер приступил к возвращению ему его первоначальной идентичности. Он удалил логотипы с продукции бренда, выделил фирменное плетение intrecciato и вернул фокус компании на кустарное производство. Bottega Veneta представила свой первый модный показ в феврале 2005 года. В апреле 2006 года компания запустила свою первую ювелирную линию и приступила к дизайну интерьеров и мебели.
В сентябре 2016 года компания Bottega Veneta отметила свой 50-летний юбилей на ежегодном показе мод в Миланской академии Брера. Это мероприятие также отметило 15-летие Томаса Майера в качестве креативного директора.

## Бутики

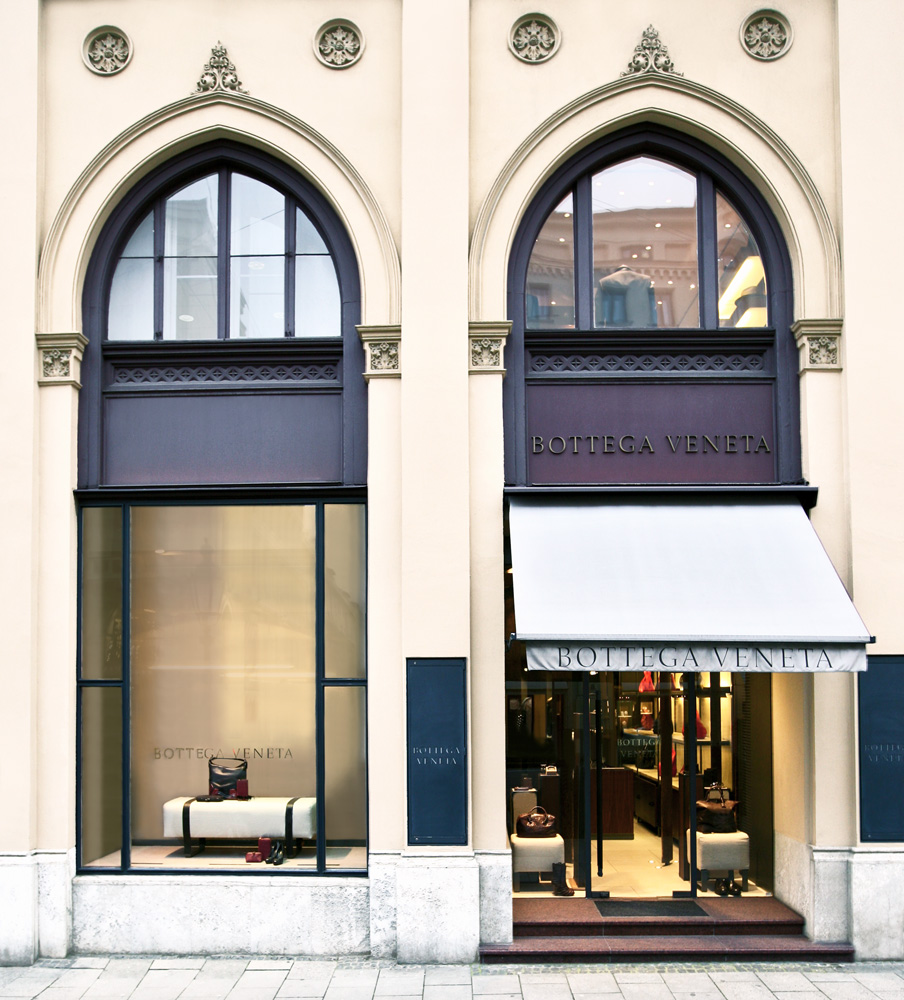
Бутик в Мюнхене

Компания Bottega Veneta владеет 251 бутиком в 43 странах мира, а её продукция распространяется по всей Европе, Азии, Австралии, Южной и Северной Америке.
В сентябре 2013 года компания Bottega Veneta представила свой бутик в историческом здании на Миланской улице Виа Сант-Андреа. Бутик площадью 11 448 квадратных футов разместил всю продукцию бренда, включая кожаные изделия, мужскую и женскую одежду, обувь, изысканные ювелирные изделия, очки, парфюмерию, багаж, мебель и домашние коллекции. Компания планирует открыть ещё один бутик в Нью-Йорке. В 2015 году компания Bottega Veneta объявила об открытии первого специализированного бутика в Италии — Via Borgospesso в Милане. Расположенный в палаццо Галларати-Скотти XVIII века, бутик площадью 2207 квадратных футов на первом этаже был спроектирован креативным директором Bottega Veneta Томасом Майером, чтобы представить свою мебель, освещение, и предметы интерьера. В Беверли-Хиллз открылся ещё один бутик в мае 2016 года.
В марте 2022 года, из-за российского вторжения на Украину, Kering объявил о закрытии своих магазинов в России.

## Деятельность
Выручка за 2022 год составила 1,74 млрд евро, основными рынками были Азиатско-Тихоокеанский регион (34 % выручки), Западная Европа (27 %), Северная Америка (21 %) и Япония (12 %). На собственную розничную сеть, насчитывавшую 271 магазинов, пришлось 78 % продаж, остальное составили оптовые продажи другим торговым сетям и роялти. Основные категории продукции: изделия из кожи (75 % выручки), обувь (14 %), готовая одежда (9 %), другие товары (2 %).
На Bottega Veneta в 2022 году пришлось 9 % выручки группы Kering, в которую также входят Gucci, Yves Saint Laurent, Alexander McQueen, Balenciaga, Brioni, Boucheron, Pomellato, Dodo и Qeelin.